# Псахье, Сергей Григорьевич
Серге́й Григо́рьевич Псахье́ (2 марта 1952, Томск, РСФСР, СССР — 22 декабря 2018, Томск, Российская Федерация) — российский учёный-физик, член-корреспондент Российской академии наук (2011), председатель Президиума Томского научного центра СО РАН (2006—2012), профессор кафедры теории прочности и проектирования Томского государственного университета, Почётный работник науки и техники Российской Федерации (2012). Автор и соавтор более 200 научных работ, в том числе 5 монографий.

## Краткая биография
Отец — известный томский педагог, Заслуженный учитель школы РСФСР Григорий Абрамович Псахье (1930—2015). Мать — Надежда Алексеевна Псахье (род. 1932).
- Окончил Томский государственный университет (1977), выпускник кафедры физики металлов физического факультета.
- В 1977—1979 годах аспирант Томского государственного университета.
- С 1979 года работал в Институте оптики атмосферы СО РАН в отделе физики твердого тела, научный сотрудник, с 1982 года старший научный сотрудник. Кандидат наук (1981).
- С 1984 года работал в ИФПМ СО РАН, старший научный сотрудник, с 1985 года руководитель лаборатории. Доктор наук (1990).
- C 1991 года — профессор Томского государственного университета.
- В 1994—1995 годах работал в Университете Северной Каролины (США).
- С 2002 года директор Института физики прочности и материаловедения СО РАН
- C 2006 года — профессор Томского политехнического университета, заведующий кафедрой.
- В 2011 году избран член-корреспондентом Российской академии наук.[4]

Похоронен на кладбище Бактин

## Тематика работ
- Развитие методов дискретной механики и их применение для решения задач компьютерного конструирования новых материалов (метод подвижных клеточных автоматов, метод клеточных автоматов, метод молекулярной динамики)
- Исследование закономерностей процесса разрушения хрупких материалов
- Исследование закономерностей формирования динамических дефектов и их роли в процессе деформации и разрушения гетерогенных материалов и структур
- Изучение нелинейных эффектов в твёрдых телах при высокоэнергетическом воздействии
- Изучение закономерностей поведения геологических сред при динамических воздействиях

## Награды
- Орден Дружбы (2007),[6]
- почётный знак СО РАН «Серебряная сигма» (2007)
- почётное звание «Заслуженный ветеран СО РАН» (2005)
- юбилейная медаль «400 лет городу Томску» (2004)
- медаль Федерации космонавтики России «За заслуги» (2018)[7]
- серебряный нагрудный знак Законодательной думы Томской области «Герб Томской области» (02.03.2017)
- почётная грамота Президиума РАН (1999)
- На ежегодном Международном симпозиуме Американского керамического общества награждён специальным сертификатом (1998)
- лауреат Премий СО РАН В 1980 г. и 1990 г..[8]
- Почётный работник науки и техники Российской Федерации (2012)

## Семья
Был женат. Старшая дочь Ольга — биохимик, живёт и работает в США. Младшая дочь Наталья — программист, живёт в США. Сын Иван — биохимик, живёт в Германии.